# Seneci (gènere)
Seneci o senecio (Senecio) és un gran gènere de plantes dins la família de les asteràcies. Consta d'unes 1.500 espècies de distribució cosmopolita. Els capítols florals normalment estan ratllats i són completament grocs. Entre les espècies del gènere n'hi ha de formes molt variades incloent-hi plantes suculentes ja sia de fulla, de tija o suculentes tuberoses, plantes anuals, perennes, aquàtiques, enfiladisses, arbusts i arbres petits. Algunes espècies produeixen biocides naturals, especialment alcaloides que detenen o maten els animals que se les volen menjar.

## Algunes espècies
- Senecio ampullaceus — Texas[2]
- Senecio angulatus L.f.[3] —
- Senecio antisanae
- Senecio arborescens
- Senecio aureus L. — 
  - Packera aurea (L.) A. & D. Löve
- Senecio barbertonicus Klatt —
- Senecio battiscombei
  - Dendrosenecio battiscombei
- Senecio biglovii -
- Senecio brasiliensis (Spreng.) Less. — flor-das-almas
  - Cineraria brasiliensis
- Senecio cambrensis —
- Senecio cineraria[3] —
- Senecio congestus (R. Br.) DC. —
- Senecio crassissimus
- Senecio douglasii -
- Senecio eboracensis Abbott & Lowe —
- Senecio flaccidus Less. —
- Senecio gallicus Chaix[3] —
- Senecio glabellus Poir. — 
  - Packera glabella (Poir) C. Jeffrey
- Senecio glaucus L. — Jaffa
- Senecio haworthii —
- Senecio iscoensis — Hieron.
- Senecio keniensis
  - Dendrosenecio keniensis
- Senecio keniodendron — 
  - Dendrosenecio keniodendron
- Senecio keniophytum
- Senecio kleinia
  - Kleinia neriifolia
- Senecio lamarckianus
- Senecio leucanthemifolius Poir.[3] —
- Senecio littoralis
- Senecio lividus L[3] —
- Senecio malacitanus Huter[3] —
- Senecio mikanioides — 
  - Delairea odorata
- Senecio obovatus Muhl. —
  - Packera obovata (Muhl. ex Willd.)
- Senecio patagonicus
- Senecio pterophorus
- Senecio pulcher
- Senecio rodriguezii[3] —
- Senecio rowleyanus —
- Senecio sanmarcosensis
- Senecio squalidus —
- Senecio tamoides -
- Senecio triangularis -
- Senecio vaginatus
- Senecio vernalis —
- Senecio viscosus —
- Senecio vulgaris L[3] —

## Galeria

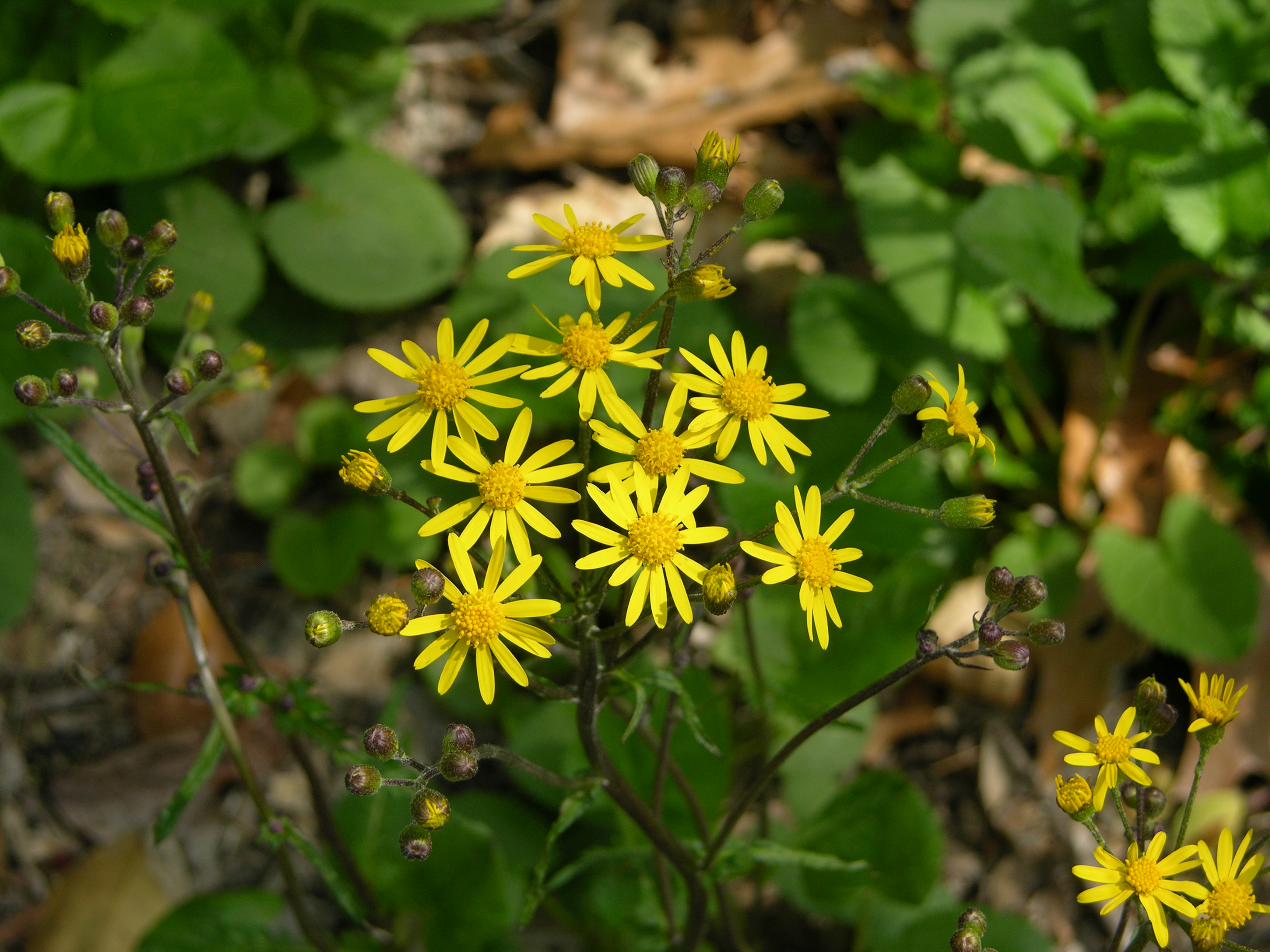
S. aureus
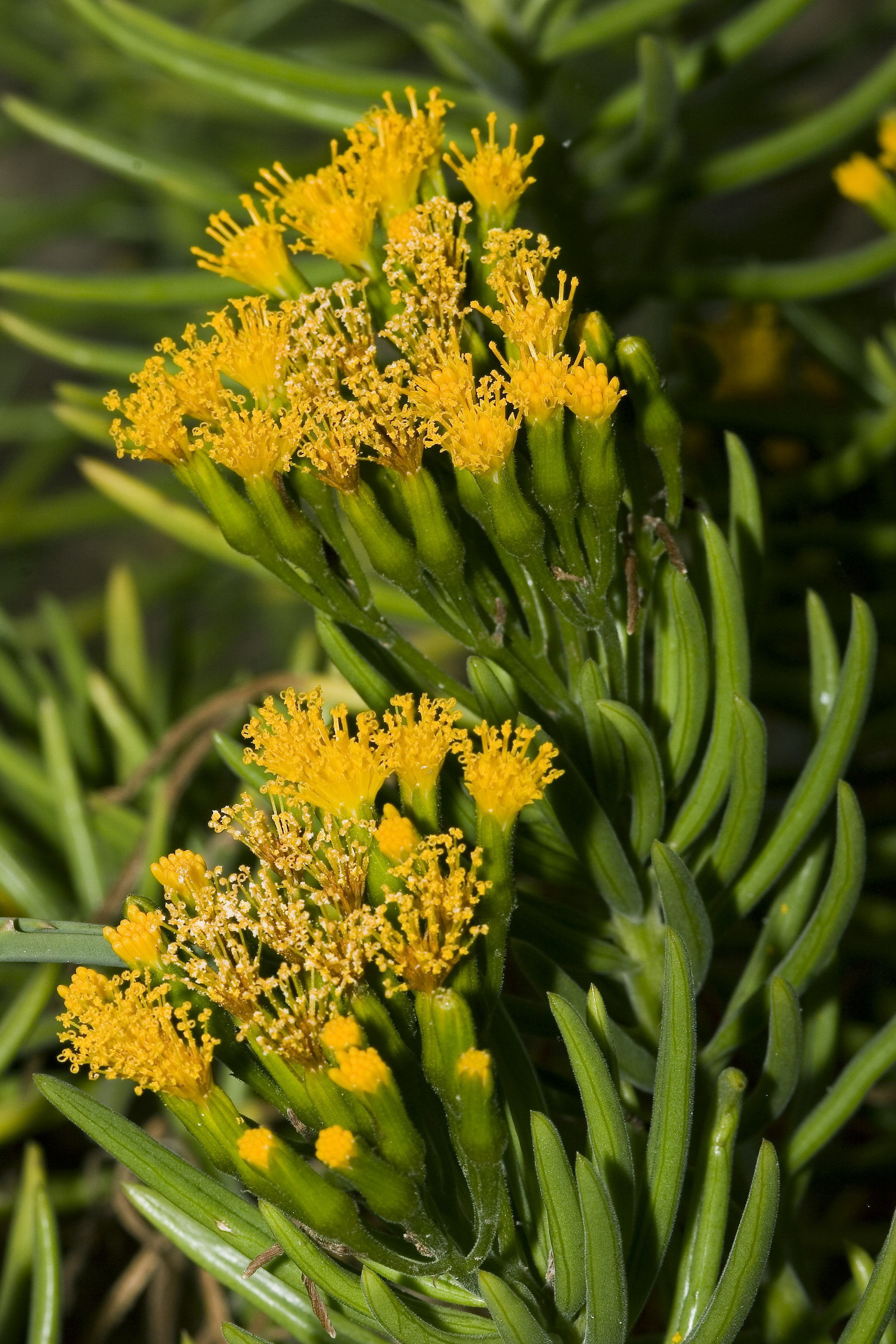
S. barbertonicus
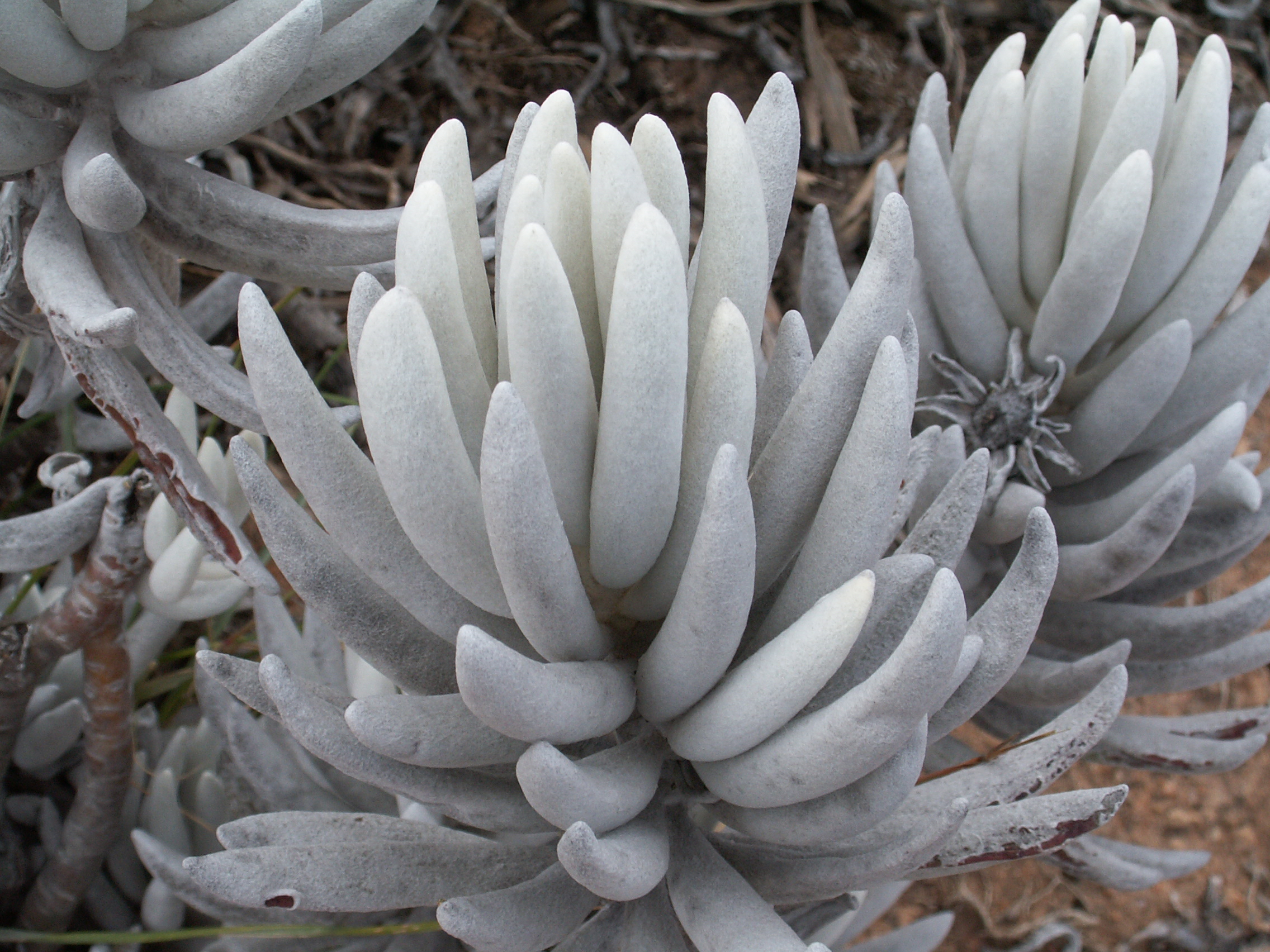
S. haworthii
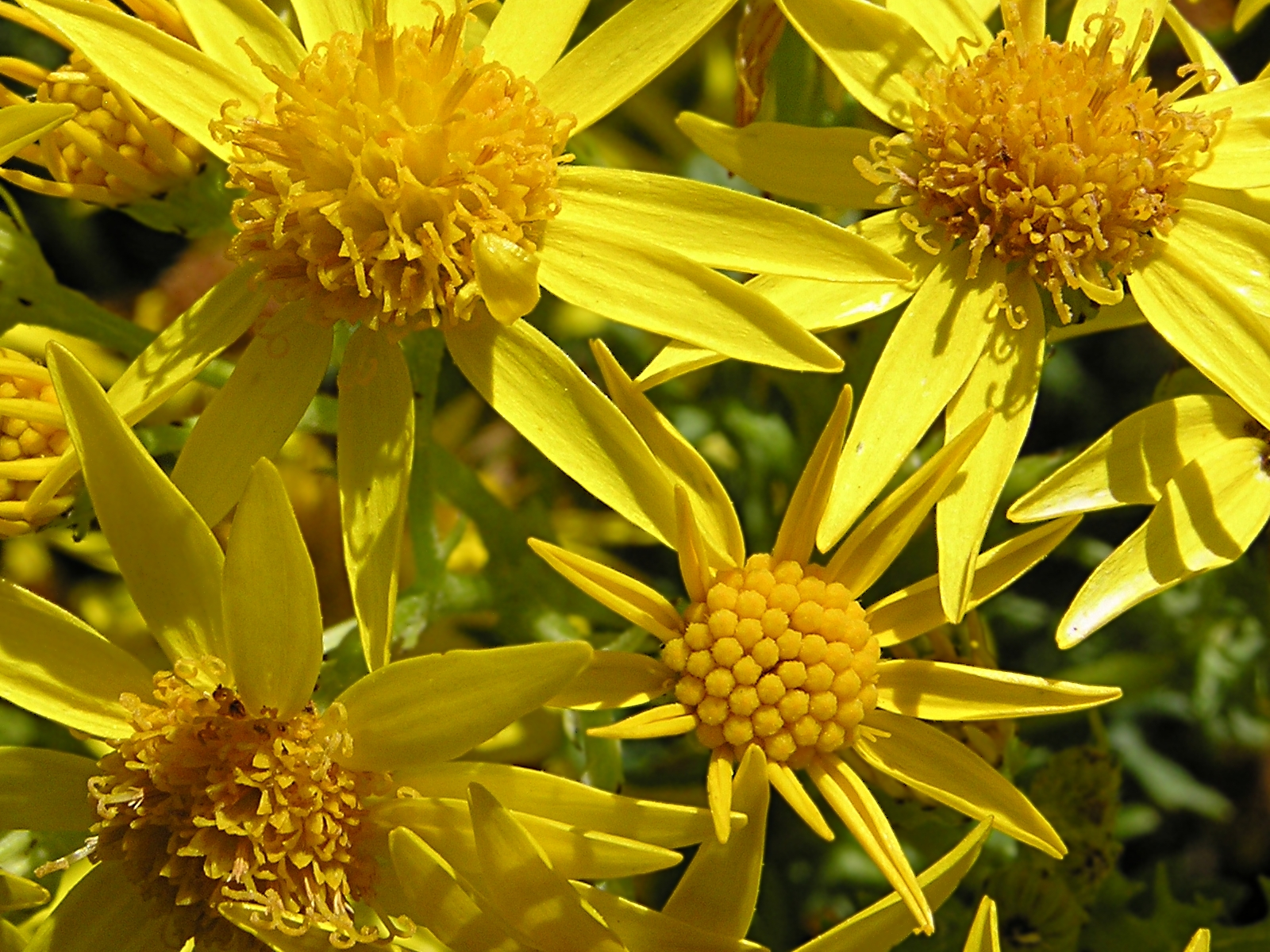
Senecio jacobaea
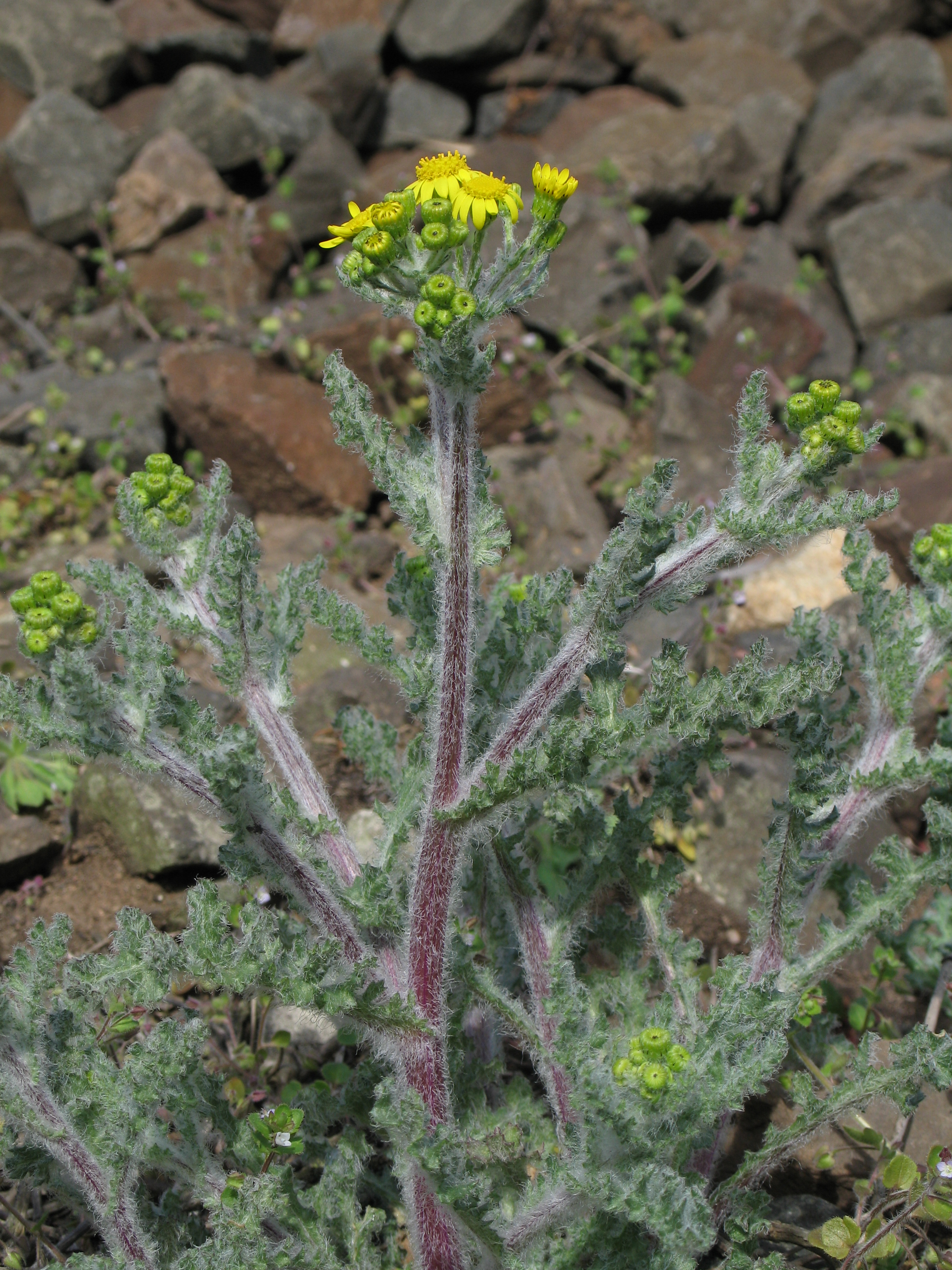
Senecio vernalis
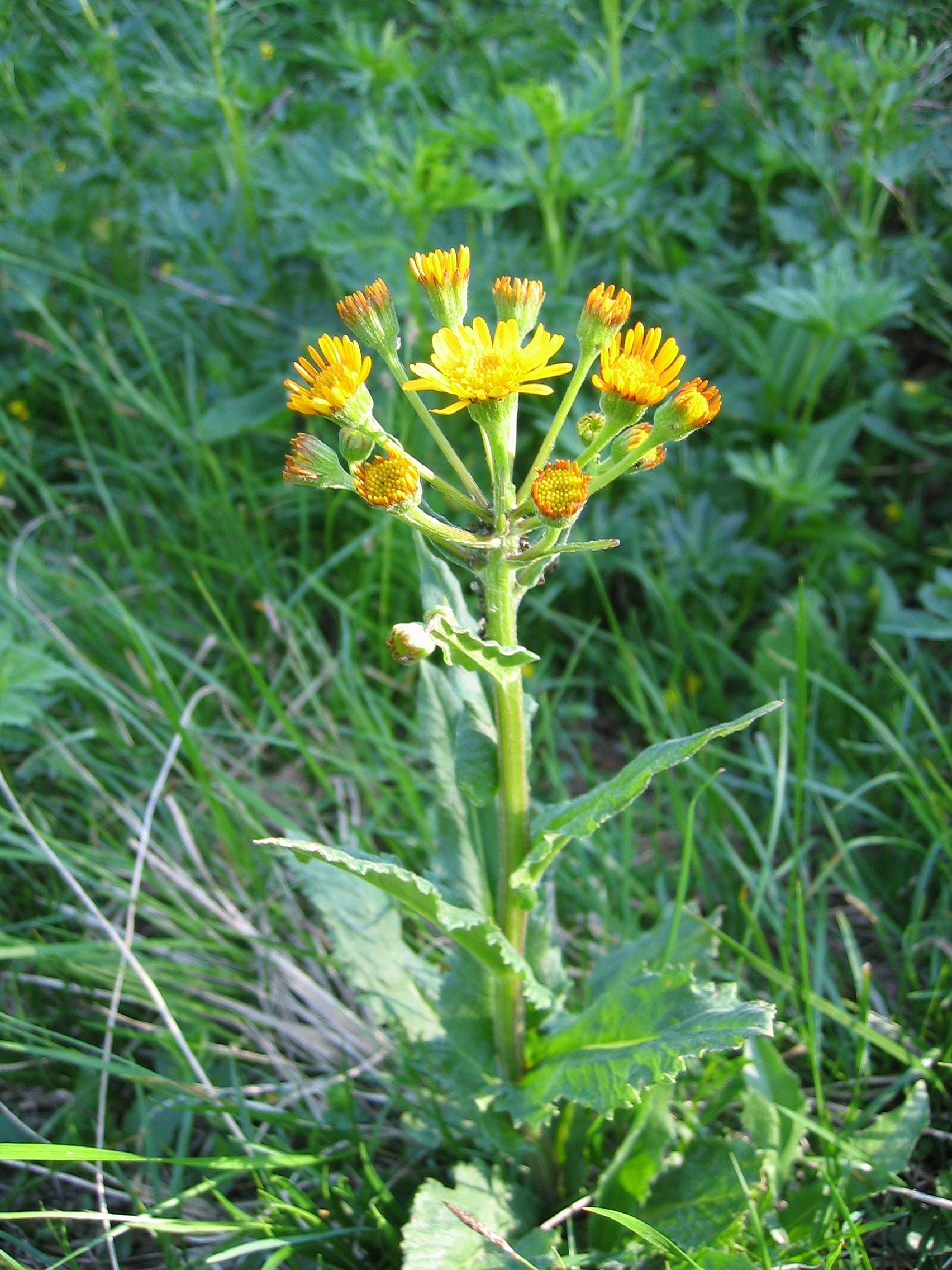
Tephroseris palustris